# Gunung Cikuray
Gunung Cikuray är ett berg i Indonesien.   Det ligger i provinsen Jawa Barat, i den västra delen av landet, 170 km sydost om huvudstaden Jakarta. Toppen på Gunung Cikuray är 2 813 meter över havet.
Terrängen runt Gunung Cikuray är huvudsakligen kuperad, men den allra närmaste omgivningen är bergig. Gunung Cikuray är den högsta punkten i trakten. Runt Gunung Cikuray är det tätbefolkat, med 511 invånare per kvadratkilometer. Närmaste större samhälle är Garut, 13,7 km norr om Gunung Cikuray. I omgivningarna runt Gunung Cikuray växer i huvudsak städsegrön lövskog.